# Haidach, Glanegg
Haidach je naselje v Občini Glanegg v Okraju Trg na Koroškem v Avstriji.